# Edifici al carrer de Vic, 12 (Caldes de Montbui)
És un edifici al carrer de Vic, 12 és una obra de Caldes de Montbui (Vallès Oriental) protegida com a bé cultural d'interès local.

## Descripció
Edifici entre mitgeres de planta baixa i dos pisos amb teulada a dues vessants de teula àrab. No hi ha cap ordre en la disposició de les obertures a la façana. a la planta baixa hi ha la porta amb una llinda de fusta i els brancals de pedra; una de les pedres té la data 1612 i les pedres dels angles superiors són arrodonides. A les altres plantes hi ha un sol forat per cada alçada i són de petites dimensions.

## Història
Aquest edifici està situat al mig del nucli antic de Caldes, en el carrer de Vic, una de les zones més monumentals i de gran valor històric i artístic de la vila. És molt probable que juntament amb la casa del costat formessin un sol edifici.